# آنا ماريا موري
آنا ماريا موري (بالإيطالية: Anna Maria Mori)‏ هي كاتِبة وصحفية إيطالية، ولدت في 12 أبريل 1936 في بولا في كرواتيا.